# تپه کانی الیاس
تپه کانی الیاس نام تپه کوچکی است مشرف بر یک چشمه که اب آن از قنات منشعب از زیر تپه مذکور تأمین می‌شود. البته معروفیت چشمه کانی الیاس که در گویش محلی به کانی لیاس مشهور است بیشتر از خود تپه است و همین امر باعث شده تا مردم محلی شناخت کافی نسبت به این اثر نداشته و در سالیان اخیر حفاریهای غیر مجازتوسط سودجویان در این مکان به وقوع پیوندد این تپه مربوط به دوران پیش از تاریخ ایران باستان است و در شهرستان قروه، بخش دهگلان، روستای تازه آباد کانی گلزار واقع شده و این اثر در تاریخ ۱۱ مرداد ۱۳۸۴ با شمارهٔ ثبت ۱۲۶۸۱ به‌عنوان یکی از آثار ملی ایران به ثبت رسیده است.